# Симулятор підводних човнів
Симулятор підводних човнів — різновид відеоігор-симуляторів, присвячений підводним човнам.

## Особливості

Silent Hunter IV — одна з відомих ігор у жанрі реалістичного симулятора підводного човна.

Подібно до автомобільних і авіаційних симуляторів, симулятори підводних човнів прийнято розділяти на два типи — «аркадні» (коли управління суттєво спрощено) і «реалістичні», з урахуванням справжніх параметрів корабля і особливостей управління. Часто рівень аркадності/реалістичності можна налаштувати, наприклад, як у грі «Aces of Deep». На «реалістичність» впливають такі параметри, як надійність торпед та їх перезаряджання; витрати часу на спливання і занурення; швидкість і параметри ходу транспорту; ступінь пошкоджень від глибинних бомб; видимість в перископ тощо.
Багато аркадних симуляторів виходили і на ігрових приставках (наприклад, представники жанру, розроблені в 1990-х роках, з'являлися на SNES), проте зараз ігри цього жанру виходять переважно на ПК. Водночас реалістичні симулятори підводних човнів поширені виключно на персональному комп'ютері, що, ймовірно, пов'язано з дуже складним управління.
Зазвичай в іграх цього жанру гравець має керувати діями субмарини, використовуючи клавіатуру і мишу комп'ютера або джойстик, якщо гра йде на ігровій приставці. У деяких іграх присутній також стратегічний елемент, який полягає у плануванні дій та управлінні екіпажем корабля. Ігрові завдання полягають у знищенні ворожих суден, або в обороні союзницьких. Темп ігрового часу в реалістичних симуляторах досить мінливий, що пов'язано з бажанням розробників наблизити управління підводним човном до дійсності. Іноді присутня опція зміни плину часу для полегшення гри.
Інтерфейс часто зображає радар, який показує переміщення субмарини гравця та інших суден; перископ для огляду поверхні; різні датчики, які показують глибину, курс, стан човна та різних систем; датчик пошкоджень тощо.
Дія багатьох ігор цього жанру відбувається під час Першої і Другої світової війни, але існують симулятори, що представляють сучасні підводні битви.
Першим симулятором субмарини прийнято вважати «Submarine Commander», спочатку випущену на Atari 2600 1982 року.

## Піджанри

### Аркадні
Особливістю аркадних симуляторів є відсутність складної фізичної моделі. Крім того, дуже часто підводний човен в аркадних симуляторах одномісний. Один з найвідоміших представників аркадних симуляторів субмарини — серія відеоігор «AquaNox» (ігри серії виходили з 1996 по 2003 рік) і «Archimedean Dynasty» (1996).

### Реалістичні
Найвідомішим реалістичним симулятором підводних човнів є серія ігор «Silent Hunter», присвячена німецьким підводним човнам. Особливий вплинув на популярність цієї серії роман «Човен» (нім. "Das Boot") і фільм, поставлений за ним. «Човен» показує життя пересічних моряків на субмарині. Однією з особливостей останньої частини серії «Silent Hunter» є можливість спостерігати за діями екіпажа в перервах між морськими баталіями.
Також дуже реалістичний, але менш відомий симулятор сучасних підводних човнів «Dangerous Waters»
Існує симулятор бойової субмарини періоду Першої світової війни — «Під Андріївським прапором» («1914: Shells of Fury»).

## Найвизначніші ігри
- 1965 — Periscope
- 1982 — Submarine Commander
- 1984 — GATO
- 1985 — Silent Service
- 1986 — Sub Mission
- 1986 — Up Periscope!
- 1987 — The Hunt for Red October
- 1987 — Sub Battle Simulator
- 1988 — 688 Attack Sub
- 1988 — Red Storm Rising
- 1990 — Das Boot: German U-Boat Simulation
- 1990 — Silent Service 2
- 1993 — WolfPack
- 1994 — Aces of the Deep
- 1994 — Subwar 2050
- 1995 — Command: Aces of the Deep
- 1995 — Grey Wolf: Hunter of the North Atlantic
- 1995 — SSN-21 Seawolf
- 1995 — Silent Steel
- 1996 — Archimedean Dynasty
- 1996 — Deadly Tide
- 1996-2003 — AquaNox (серія ігор)
- 1996-2010 — Silent Hunter (серія ігор)
- 1996 — Fast Attack: High Tech Submarine Warfare
- 1996 — Tom Clancy's SSN
- 1997 — 688 (I) Hunter/Killer
- 1997 — Sub Culture
- 1999 — Virtual Sailor
- 2000 — Deep Fighter: The Tsunami Offensive
- 2001 — Sub Command
- 2001 — Submarine Commander
- 2003 — Enigma: Rising Tide
- 2005 — Silent Hunter III
- 2005 — Dangerous Waters
- 2008 — U-Boat: Battle in the Mediterranean
- 2009 — Морський мисливець
- 2009 — Battlestations: Pacific
- 2009 — 20.000 Leagues Under the Sea
- 2010 — Danger from the Deep (безкоштовна гра)
- 2013 — U-Boat Simulator (Android game)